# 寺川府公子
寺川 府公子（てらかわ ふくこ、1981年12月29日 - ）は、日本の声優・ナレーター・舞台女優。神奈川県出身。テアトル・エコー(～2020年)所属。現在、フリーランスとしてナレーター・動画クリエイターとして活動中。

## 出演作品

### テレビ番組
- ご近所の底力
- ゆうどきネットワーク
- JA共済CM「笑いと健康編」
- BS世界のドキュメンタリー
- アニマルプラネット

### 吹き替え
- アグリー・ベティ3（ジェニー）
- あなたは私の婿になる（店員）
- あの日、欲望の大地で（マネージャー）
- エルモズワールド（ジェーソン、弓）
- 男と女の不都合な真実
- 17歳の肖像（デイビッドの妻）
- CHUCK/チャック（エリー・バトウスキー（サラ・ランカスター））
- チング 〜愛と友情の絆〜（ジンスク母、ジュンソク母、サンミ）
- 鉄ワン・アンダードッグ
- バートとアーニーのだいぼうけん（ネッシー、老婦人、アンヘル）
- FRINGE/フリンジ2（看護師）
- FRINGE/フリンジ5（シモーン）

### ゲーム
- ラスト・エスコート（鈴原麻希子）
- 龍が如く OF THE END（司令官）

### ナレーション
- 帝人イベントビデオ
- 飯坂クリーンサイト館内映像
- 日清カップヌードルミュージアム館内映像
- amazon audible 中野信子「サイコパス」「ひとは『いじめ』をやめられない」
- amazon audible 夏目 漱「明暗」
- amazon audible 若林 理砂「添加物との付き合い方」ほか
- amazon audible 中根 千枝「タテ社会の人間関係」
- amazon audible 高樹 のぶ子「旅する火鉢」「夢の罠」ほか

### ラジオドラマ
- 百億光年の貝殻
- 青春バード・ケージ　一億円を使い切れ!
- 配信用のラジオドラマ「アガサクリスティーの名探偵ポアロ『ナイルに死す』」ジャクリーン役
- 配信用のラジオドラマ「アガサクリスティーの名探偵ポアロ『ABC殺人事件』」

### 舞台
- 「暗くなったら帰っておいで〜イディの一生〜」女工員
- オーディオドラマライブ川上弘美作品「クリスマス」コスミスミコ
- チェーホフ「プロポーズ」ナターリア
- 「マーメイドの肉」探検家
- オーディオドラマライブ「盲目のピアニスト」輝美
- 「フレディ」初演、九州公演　玉乗り少女

　　　　　　　神奈川、長野、静岡公演　エヴァ
- 「カッコーのかくれ家」ミュリエル
- 「俺の屍を越えていけ」郡山みどり
- 「僕の東京日記」青木光江
- 「我が家の楽園」アリス

### その他
- 古代出雲歴史博物館　館内映像　天照大神
- 企業VP
  - 「リコー」
  - 「ユニクロ」
  - 「富士ハウス」